# Луканикос
Тодо́рис Лукани́кос (греч.  Θοδωρής Λουκάνικος (также известен, как Люк, Луканикос, что с греческого языка можно перевести, как сосиска) — один из самых известных псов в Греции. Один из символов греческого сопротивления направленного против властей страны и Евросоюза. Получил международную известность после того, как стал активным участником акций протеста в Афинах в 2008—2012 годах. Луканикос не боялся взрывов, слезоточивого газа и резиновых пуль, которые применялись против демонстрантов. Является героем многочисленных фото и видео с демонстраций, имеет свои страницы в социальных сетях «Twitter», «Facebook» и личный фан-сайт. Журнал «TIME» включил Луканикоса в собирательный образ Протестующего, который был объявлен «Человеком 2011 года».

## История
Настоящее имя Луканикоса — Тодо́рис. Сначала он был бездомным, жил в центре Афин, и стал присоединяться к акциям протеста с 2008 года, во время известных на весь мир массовых беспорядках в Греции. После этого часто оказывался в центре событий и принимал сторону протестующих, находясь в первых рядах и поднимая лай на представителей органов правопорядка. Иногда пытался схватить и отбросить летящие в протестующих шашки со слезоточивым газом. За любовь к жареным сосискам, которыми угощали туристы, его прозвали Луканикосом.
Во времена Общенациональной забастовки и акций протеста госслужащих в Греции в 2010—2012 годах Луканикос также принимал непосредственное участие. Иногда ему доставалось от полицейских, один раз даже появилась информация, что Луканикос был серьёзно избит, но не была подтверждена.
После 2012 года Луканикос перестал принимать участие в массовых акциях. Он получил необходимое медицинское обслуживание, был обработан от насекомых-паразитов. Луканикоса, которого снова стали называть Тодорисом, приняла к себе одна греческая семья. Он стал жить в Халкиде примерно в 60 км от Афин.
Умер 21 мая 2014 года от остановки сердца.

## Интересные факты
- В сентябре 2011 года в рамках протеста госслужащих в демонстрации в центре Афин принимали участие полицейские, недовольные условиями труда[9]. Так как обе стороны (и протестующие, и спецназ) были практически в одинаковой форме, по рассказам очевидцев, Луканикос перепутал, на кого надо лаять. По мере развития событий он в конечном итоге перешёл на сторону атакованных спецназом полицейских[10][6].
- Луканикоса часто путают с другой известной в Греции собакой по кличке Канэ́ллос, которая часто принимала участие в забастовках студентов и умерла в 2008 году. Один раз Луканикоса по ошибке назвали Канэллосом в газете «The Guardian»[6][11][12][13].
- Одна из небольших протестующих групп в Европе приняла название «Loukanikos»[14].

## В массовой культуре
- Американский певец и композитор Дэвид Ровикс участник движения «Occupy Wall Street» написал и исполнил песню о Луканикосе под названием «Riot Dog» (Пёс-бунтарь). Норвежский флеш-аниматор Bjørn-Magne Stuestøl совместно с Ровиксом создал о нём пропагандистский анимационный видеоклип.

- В Мадриде существует пивной бар под названием «Loukanikos». Стены бара украшены фотографиями выступлений пса Луканикоса на манифестациях. К пиву подаются жареные сосиски[15].